# Computex
COMPUTEX Тайбэй (COMPUTEX Taipei) (кит. трад. 台北國際電腦展 — Тайбэйская международная компьютерная выставка, англ. Taipei International Information Technology Show — Тайбэйская международная выставка информационных технологий) (транс. Компьюте́кс Тайбэ́й) — международная компьютерная выставка, проходящая во Всемирном торговом центре (англ. TWTC) в столице Тайваня Тайбэе (др. Тайбей, Тайпей). Ежегодно на Тайване ведущие производители информационных технологий демонстрируют собственные разработки. Здесь расположено большинство исследовательских и производственных центров, что привлекает аналитиков, журналистов и исследователей индустрии информационных технологий (ИТ) со всего света.
Первая выставка Computex состоялась в 1981 году и стала местом, где малые и средние предприятия зарождающейся компьютерной индустрии Тайваня могли бы продемонстрировать свои достижения. Со скачком развития индустрии информационных технологий в Тайване в начале 1990 годов, Computex стала быстро расширяться и превратилась в знаковую арену для ИТ-индустрии. Сейчас это крупнейшая компьютерная выставка в мире, в которой участвуют ведущие производители компьютерной техники и электроники.
Из-за большого числа компаний, участвующих в выставке, COMPUTEX стала любимым местом наблюдателей, желающих первыми увидеть новые тенденции и продукты этой области.

## Календарь выставки
- COMPUTEX 2003 планировалось провести в июне, но из-за эпидемии атипичной пневмонии в Азии провели в сентябре. Было 1241 участника выставки и в общей сложности 2419 выставочных мест.
- COMPUTEX 2004 проводилась с 1 по 5 июня 2004 года и привлекла 1347 участников, 118052 посетителя, и заняла пространство в 58730 квадратных метров.
- COMPUTEX 2005 проводилась с 31 мая по 4 июня 2005 года и впервые проводился «День покупателя».
- COMPUTEX 2006 проводилась с 6 по 10 июня 2006 года.
- COMPUTEX 2007 проводилась с 5 по 9 июня 2007 года.
- COMPUTEX 2008 проводилась с 3 по 7 июня 2008 года и была частично перенесена в отдельный выставочной центр.
- COMPUTEX 2009 проводилась с 2 по 6 июня 2009 года.
- COMPUTEX 2010 (30-я выставка) проводилась с 1 (Вт) по 5 (Сб) июня 2010 года. Участников — 1715, 121 515 посетителей, 4861 выставочных стенда.[1]
- COMPUTEX 2011 — 31 мая (Вт) по 4 июня (Сб) 2011 года.
- COMPUTEX 2012 — с 5 (Вт) по 9 (Сб) июня 2012 года.[2] Топ 10 государств иностранных посетителей: 1.Япония 2.США 3.Материковый Китай 4.Гонконг 5.Корея 6.Сингапур 7.Малайзия 8.Российская Федерация 9.Германия 10.Таиланд.
- COMPUTEX 2013 — с 4 (Вт) по 8 (Сб) июня 2013 года в Taipei World Trade Center.
- COMPUTEX 2018 — с 5 (Вт) по 9 (Сб) июня 2018 года.
- COMPUTEX 2019 — с 28 (Вт) мая по 1 (Сб) июня 2019 года.
- COMPUTEX 2020 — в планах: с 2 июня по 6 июня, с 28 сентября по 30 сентября 2020[3], отменена[4].
- COMPUTEX 2022 — с 24 (Вт) по 27 (Пт) мая 2022 года.